# Касмакти
Касмакти́ (рос. Касмакты, башк. Ҡаҫмаҡты) — присілок (колишнє селище) у складі Бєлорєцького району Башкортостану, Росія. Входить до складу Абзаковської сільської ради.
До 10 вересня 2010 року називався присілок роз'їзду Космакта.
Населення — 14 осіб (2010; 32 в 2002).
Національний склад:
- башкири — 94%